# Barton Fink
Barton Fink (prt: Barton Fink; bra: Barton Fink - Delírios de Hollywood) é um filme estadunidense de 1991 escrito, dirigido, produzido e editado pelos irmãos Joel e Ethan Coen.

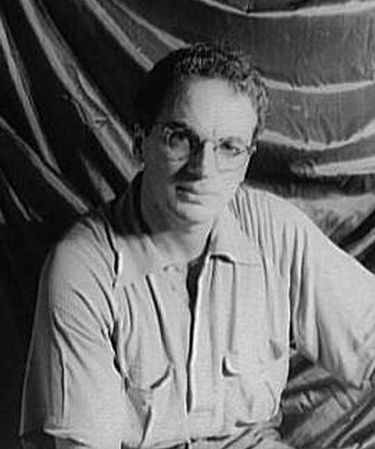
A semelhança de Clifford Odets com o ator John Turturro é "assombrosa", segundo o crítico R. Barton Palmer.

Situado em 1941, é estrelado por John Turturro no papel-título como um jovem dramaturgo de Nova Iorque, que é contratado para escrever roteiros para um estúdio de cinema em Hollywood, mas que passa a sofrer um bloqueio impedindo-o de desenvolver suas ideias. John Goodman interpreta Charlie, o vendedor de seguros que vive ao lado do Hotel Earle. Judy Davis, Michael Lerner, John Mahoney, Tony Shalhoub, Jon Polito e Steve Buscemi completam o elenco. Os irmãos Coen escreveram o roteiro em três semanas, enquanto enfrentavam dificuldades durante a escrita de Miller's Crossing. Logo após terminarem Miller's Crossing, os irmãos Coen começaram a filmar Barton Fink, que teve sua estreia no Festival de Cannes em maio de 1991. Em um alcance raro, Barton Fink ganhou a Palma de Ouro, bem como prêmios de Melhor Diretor e Melhor Ator (Turturro). Apesar de ter sido celebrado quase universalmente pela crítica e indicado a três Oscars, o filme arrecadou pouco mais de seis milhões de dólares nas bilheterias, dois terços do seu orçamento estimado. O processo de escrita e da cultura de produção de entretenimento são dois temas importantes de Barton Fink. O mundo de Hollywood é contrastado com o da Broadway, o filme analisa distinções superficiais entre alta e baixa cultura. Outros temas do filme incluem o fascismo e a Segunda Guerra Mundial, a escravidão e as condições de trabalho nas indústrias criativas, e como se relacionam os intelectuais com "o homem comum". Devido à diversidade de elementos, o filme tem desafiado os esforços de classificação de gênero, sendo diversas vezes referido como um filme noir, um filme de horror, um Künstlerroman, e um filme de amigos.
A abandonada e surreal atmosfera do Hotel Earle foi fundamental para o desenvolvimento da história, e cuidadosa deliberação entrou em seu design. Há um forte contraste entre os aposentos de Fink e os polidos arredores intactos de Hollywood, especialmente a casa de Jack Lipnick. Na parede do quarto de Fink paira uma única imagem de uma mulher na praia, o que capta a atenção de Barton, e a imagem reaparece na cena final do filme. Embora a imagem e outros elementos do filme (incluindo uma misteriosa caixa dada por Charlie a Fink) aparecem carregados de simbolismo, os críticos discordam sobre seus possíveis significados. Os irmãos Coen têm reconhecido alguns elementos simbólicos intencionais, mas negaram uma tentativa de comunicar alguma mensagem holística.
O filme contém alusões a muitos eventos e pessoas reais, principalmente os escritores Clifford Odets e William Faulkner. As personagens de Barton Fink e W. P. Mayhew são amplamente vistas como representações ficcionais desses homens, mas os irmãos Coen salientam diferenças importantes. Eles também admitiram paródias de magnatas do cinema como Louis B. Mayer, mas note que tribulações agonizantes de Fink em Hollywood não são feitas para refletir suas próprias experiências.
Barton Fink foi influenciado por várias obras anteriores, incluindo os filmes de Roman Polanski, particularmente Repulsion (1965) e The Tenant (1976). Outras influências são de The Shining de Stanley Kubrick e Sullivan's Travels de Preston Sturges. O filme contém uma série de alusões literárias de obras de William Shakespeare, John Keats, e Flannery O'Connor. Há também implicações religiosas, incluindo referências ao Livro de Daniel, o rei Nabucodonosor II, e Bate-Seba.

### William Faulkner

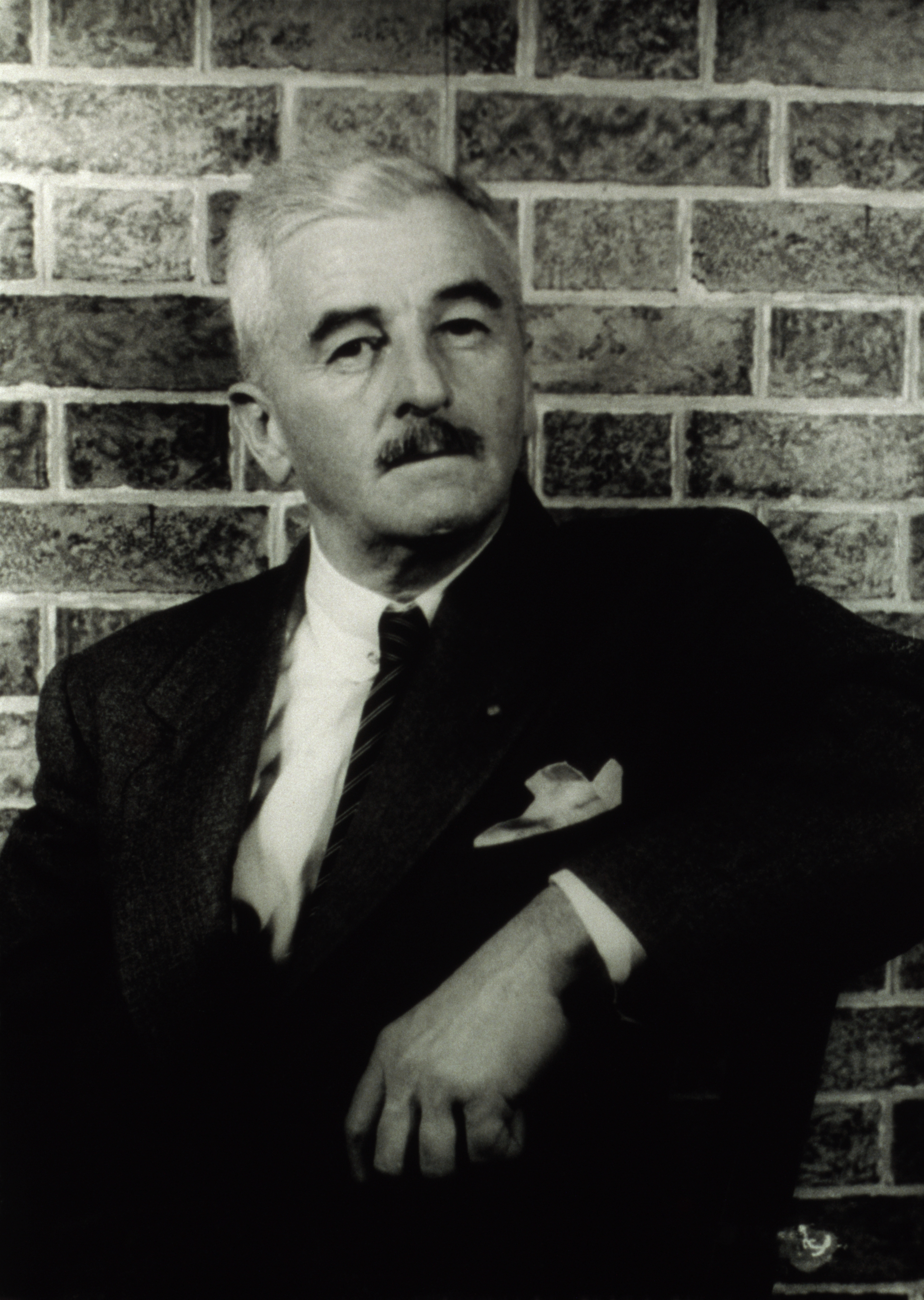
O ator John Mahoney foi selecionado para o papel de W.P. Mayhew "por sua semelhança com William Faulkner" (foto).

### Broadway e Hollywood

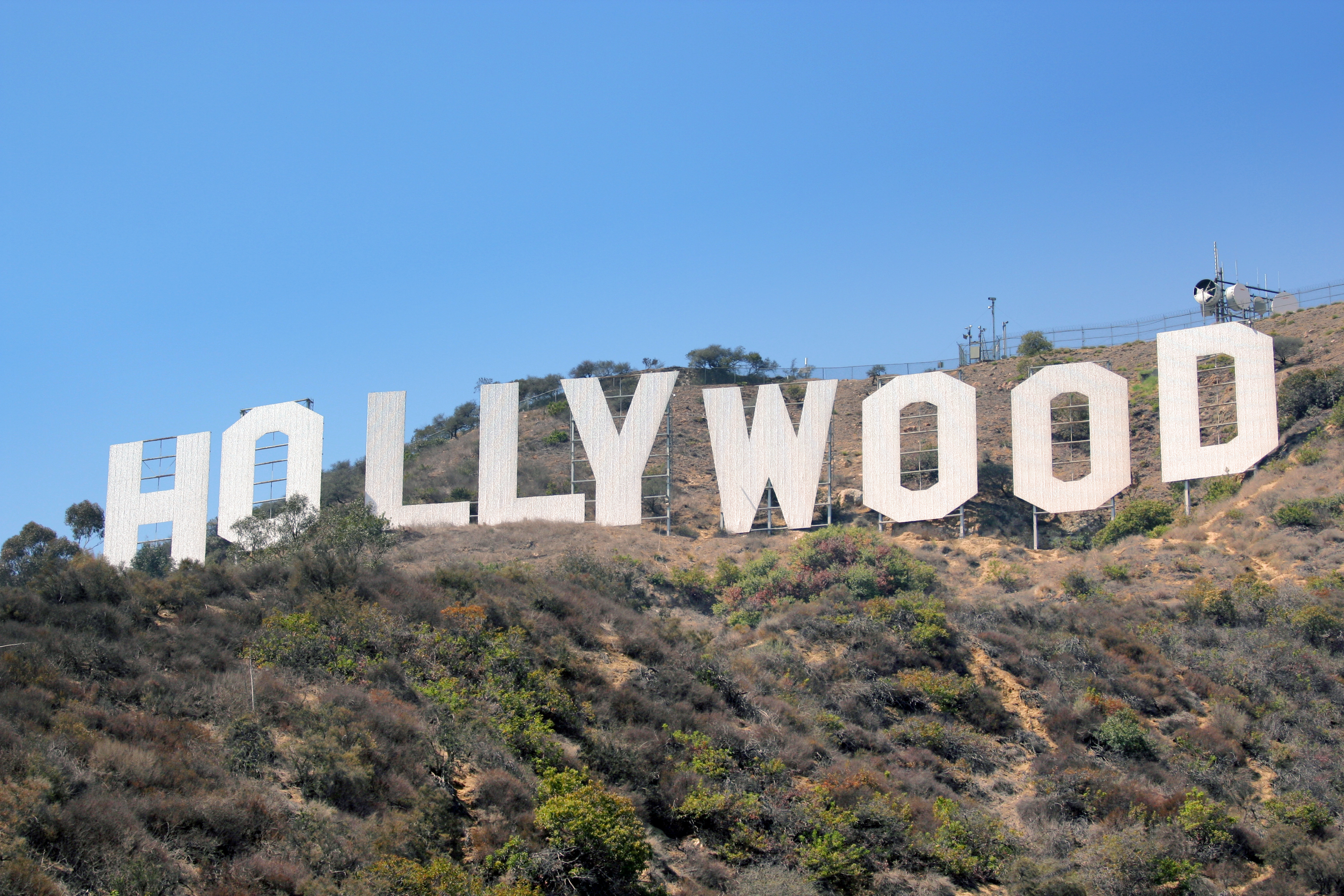
No filme, Hollywood demonstra muitas formas do que o autor Nancy Lynn Schwartz descreve como "formas de manipulação psicológica e econômica usada para conservar o controle absoluto".

### Fascismo

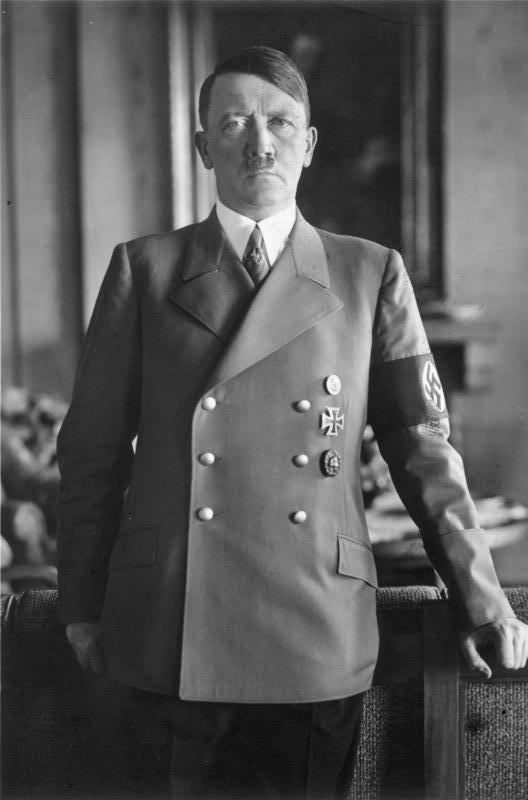
A cena final revela "um abertamente risonho Mundt/Meadows hitleriano", segundo o crítico Donald Lyons.

### Religião

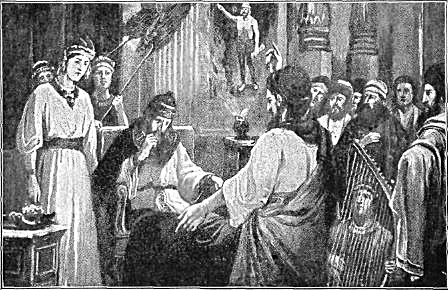
As tentativas de Barton para dar sentido às suas experiências são semelhantes aos esforços de Daniel para interpretar o sonho de Nabucodonosor, no Livro de Daniel.

## Recepção

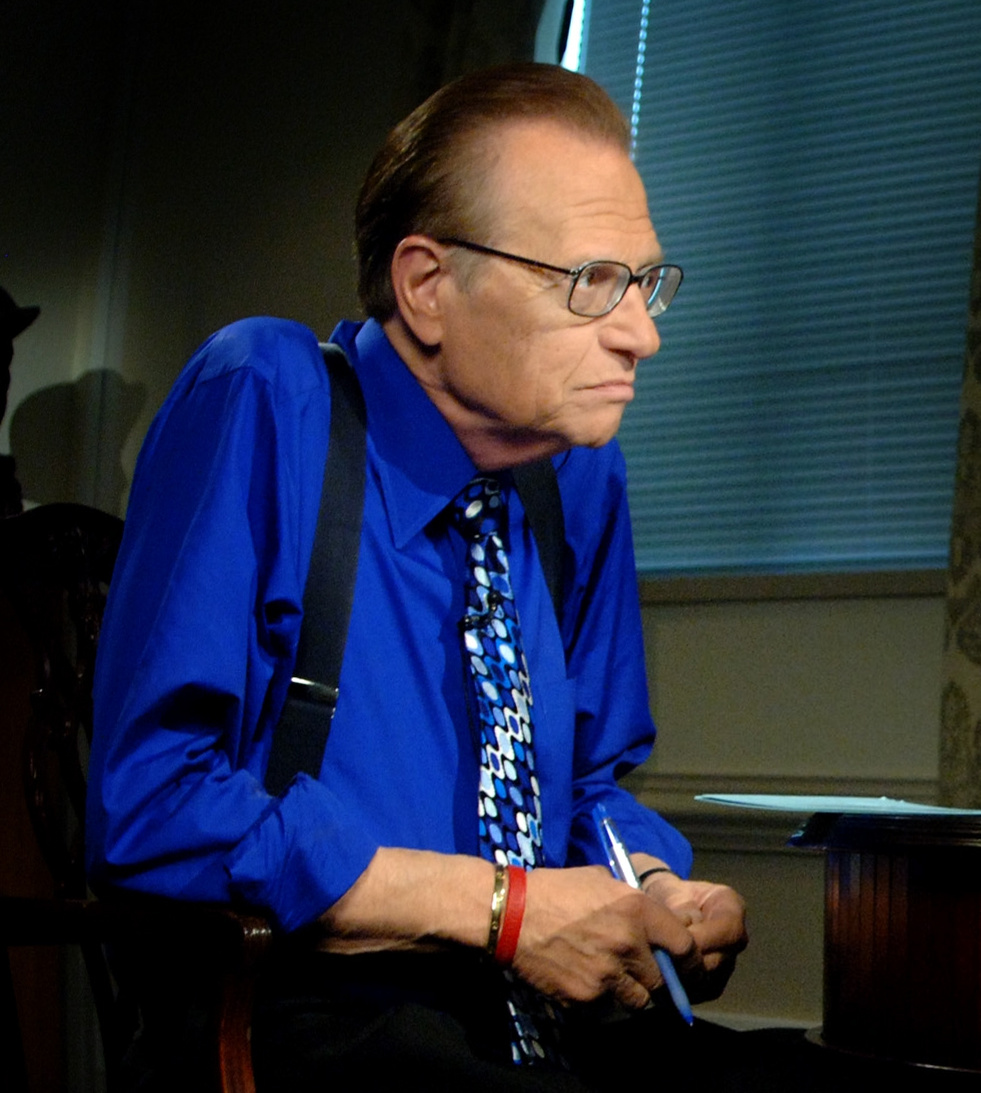
Larry King chamou Barton Fink "um dos filmes mais incomuns que já vi".

## Enredo
Barton Fink está curtindo o sucesso de sua primeira peça da Broadway, Bare Ruined Choirs. Seu agente lhe informa que Capitol Pictures em Hollywood ofereceu-lhe mil dólares por semana para escrever roteiros de cinema. Barton hesita, preocupado que mudar para a Califórnia seria separá-lo de "o homem comum", seu foco como um escritor. Ele aceita a oferta, no entanto, e vai verificar o Hotel Earle, um grande edifício e extraordinariamente abandonado. Seu quarto é escasso e envolto em cores suaves, a sua única decoração é uma pequena pintura de uma mulher na praia com o braço levantado para bloquear o sol.
Em seu primeiro encontro com Jack Lipnick, seu patrão na Capitol Pictures, Barton explica que escolheu o Earle porque quer uma hospedagem (como diz Lipnick) "menos Hollywood". Lipnick promete que a sua única preocupação é da capacidade de escrita de Barton e atribui o seu novo funcionário um roteiro para um filme de wrestling. De volta ao quarto, no entanto, Barton é incapaz de escrever. Ele é distraído por sons vindos do quarto ao lado, e telefona para a recepção para reclamar. Seu vizinho, Charlie Meadows, é a fonte do ruído e faz visitas a Barton para se desculpar, insistindo em compartilhar um pouco de álcool de um frasco de bolso para fazer as pazes. Enquanto falam, Barton proclama sua afeição pelo "homem comum", e Charlie descreve sua vida como vendedor de seguros. Mais tarde, Barton adormece, mas é acordado pela lamentação incessante de um mosquito.
Ainda incapaz de prosseguir para além das primeiras linhas de seu script, Barton consulta o produtor Ben Geisler em busca de conselho. Irritado, o frenético Geisler leva-o para almoçar e ordena-lhe que fale com outro escritor para obter assistência.
Enquanto se encontra no banheiro, Barton conhece o romancista William Preston (W.P.) "Bill" Mayhew, que está vomitando na cabine ao lado. Eles discutem brevemente o roteiro do filme e organizam uma segunda reunião no final do dia. Quando Barton chega, Mayhew está bêbado e gritando loucamente. Sua secretária, Audrey Taylor, reprograma a reunião e confessa a Barton que ela e Mayhew estão apaixonados. Quando eles finalmente se encontram para almoçar, Mayhew, Audrey, e Barton discutir a escrita, enquanto bebem. Em pouco tempo, Mayhew discute com Audrey (ela opina que ele bebe para fugir de suas responsabilidades como um artista talentoso), dá um tapa nela e vai embora, bêbado. Rejeitando oferta de consolação de Barton, ela explica que ela sente pena de Mayhew já que ele é casado com outra mulher que é "perturbada".

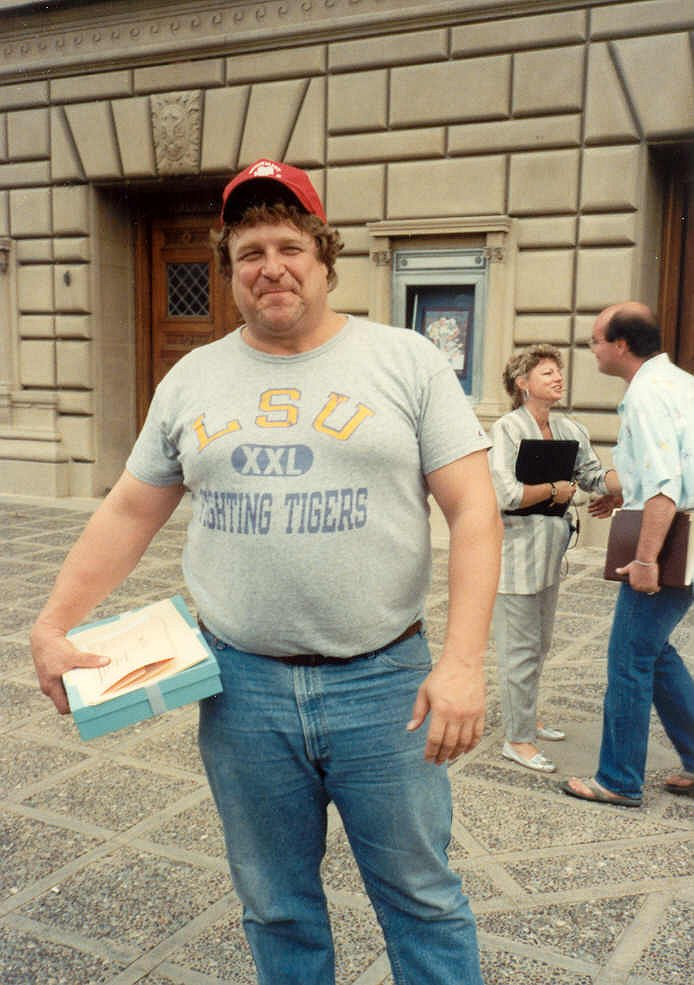
Os irmãos Coen escreveram o papel de Charlie Meadows para o ator John Goodman, em parte por causa da "imagem calorosa e amigável que ele projeta para o espectador".

Com mais um dia antes de seu encontro com Lipnick para discutir o filme, Barton telefona para Audrey e implora por ajuda. Ela visita-lo no Earle, e depois de admitir que escreveu a maioria dos roteiros de Mayhew, eles tem relações sexuais; Barton depois confessa a Charlie o que eles fizeram. Quando ele acorda na manhã seguinte, ele, mais uma vez, ouve o som do mosquito, encontra nas costas de Audrey, e dá um tapa que o deixa morto. Quando Audrey não responde, ele vira-a para seu lado apenas para descobrir que ela foi violentamente assassinada. Ele não tem memória dos acontecimentos da noite. Horrorizado, ele convoca Charlie e pede ajuda. Charlie é repelido, mas descarta o corpo e ordena que Barton evite entrar em contato com a polícia. Depois de uma reunião com um Lipnick extraordinariamente favorável, Barton tenta escrever de novo e é interrompido por Charlie, que anuncia que está indo para Nova York por vários dias. Charlie deixa um pacote com Barton e pede a ele para guarda-lo.
Logo depois, Barton é visitado por dois detetives da polícia, que lhe informam que o nome verdadeiro de Charlie é Karl Mundt – "Madman Mundt". Ele é um serial killer procurado por vários assassinatos; depois de fotografar suas vítimas, eles explicam, ele decapita-los e guarda as cabeças. Atordoado, Barton retorna ao seu quarto e examina a caixa. Colocá-lo em sua mesa sem abri-lo, ele começa a escrever e produz todo o roteiro. Depois de uma noite de dança de comemoração, Barton retorna para encontrar os detetives em seu quarto, que, depois de algemá-lo à cama, em seguida, revelar o assassinato de Mayhew. Charlie aparece, e o hotel está envolto em chamas. Correndo pelo corredor, gritando, Charlie atira nos policiais com uma espingarda. À medida que o corredor queima, Charlie fala com Barton sobre suas vidas e o hotel, quebra a estrutura da cama onde Barton está algemado para, em seguida, retirar-se para o seu quarto, dizendo que ele fez uma visita aos pais e tio de Barton em Nova York. Barton sai do hotel, carregando a caixa e seu script. Pouco tempo depois ele tenta telefonar para seus pais, mas não há resposta.
Em uma reunião final, um Lipnick desapontado, de uniforme, enquanto ele tenta garantir uma comissão de reserva do Exército, furiosamente castiga Barton por escrever "um saboroso filme sobre o sofrimento", então informa que ele vai permanecer em Los Angeles, e que - embora ele permanecerá sob contrato - Capitol Pictures não irá produzir qualquer coisa que ele escreva para que ele possa ser ridicularizado como um perdedor ao redor do estúdio enquanto Lipnick está na guerra. Atordoado, Barton passeia em uma praia, ainda carregando o pacote. Ele conhece uma mulher que se parece com a da imagem em sua parede no Earle, e ela pergunta sobre a caixa. Ele diz a ela que ele não conhece nem o que ela contém, nem a quem ele pertence. Ela assume a pose da foto.

## Elenco

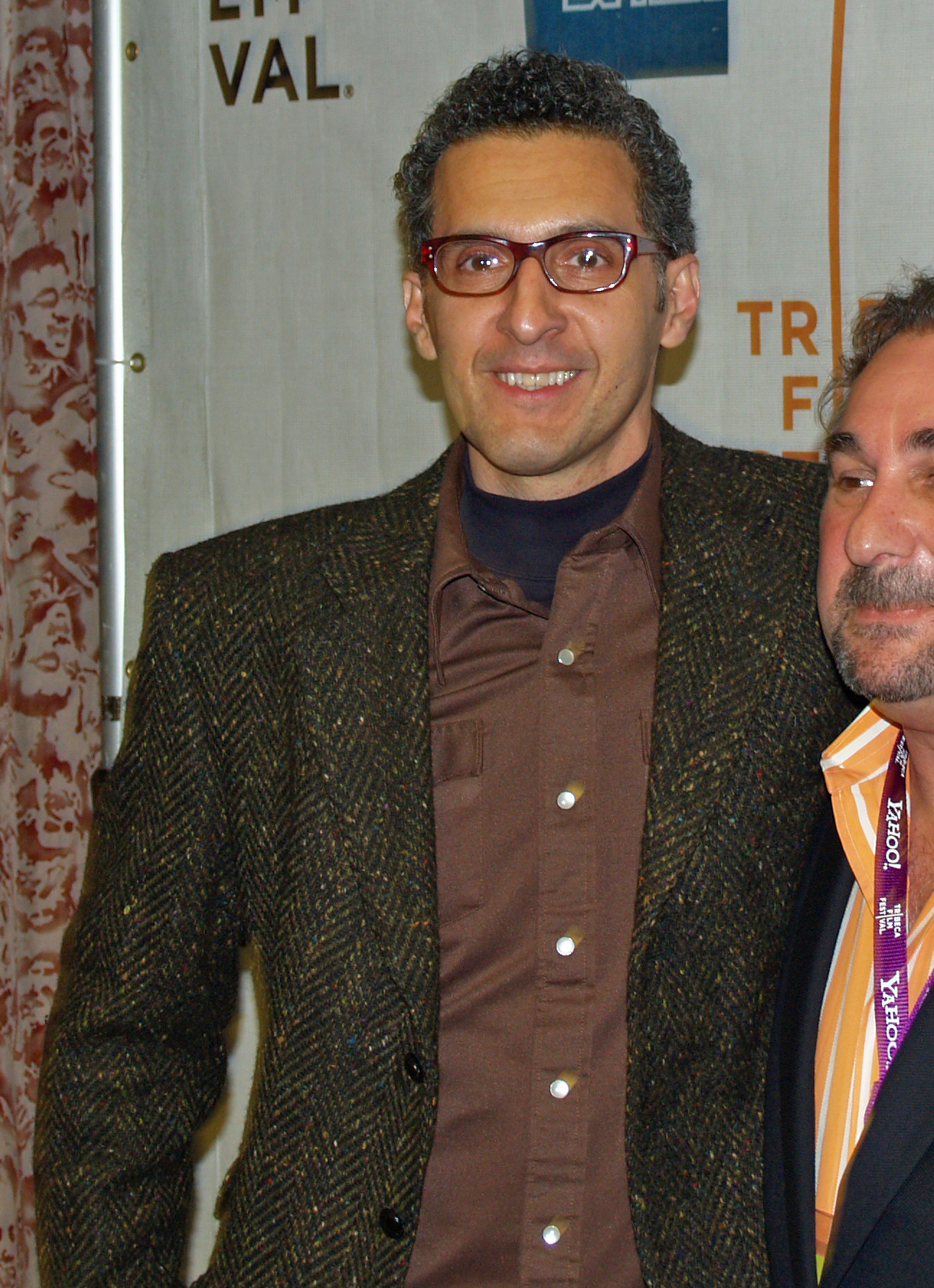
John Turturro recebeu o prêmio de melhor ator no Festival de Cannes e o Prêmio David di Donatello de melhor ator estrangeiro

- John Turturro como Barton Fink, um escritor intelectual que acaba de triunfar en Nova York, é contratado por um produtor de Hollywood para realizar um roteiro para um filme de luta livre. Turturro aprendeu digitação para seu papel como Barton Fink, mas como o personagem está bloqueado mentalmente, as habilidades não foram amplamente utilizadas.[5]
- John Goodman como Charlie Meadows/Karl Mundt, o vizinho de Barton no hotel. Um charlatão e jovial homem que o acompanhará e tratará de ajudar em seus momentos mais frustrantes. O nome Karl Mundt (personagem interpretado por John Goodman) provém de um livro de John le Carré, intitulado "O Espião Que Saiu do Frio", da qual também foi rodado um filme que foi lançado em 1965.
- Judy Davis como Audrey Taylor, a esposa de W.P. Mayhew, que também tenta ajudar Barton.[6][7]
- Michael Lerner como Jack Lipnick, presidente da Capitol Pictures, que contrata Barton para a realização do roteiro, em que tem muita expectativa.[6]
- John Mahoney como W.P. Mayhew, um aclamado novelista, transformado em roteirista com problemas de alcoolismo, a qual Barton vai à procura de ajuda para o seu roteiro.[6]
- Tony Shalhoub como Ben Geisler, o produtor que sugere a Barton que busque ajuda de outro escritor.[6]
- Jon Polito como Lou Breeze, o assistente de Jack Lipnick, presidente da Capitol Pictures.[6]
- Steve Buscemi como Chet, recepcionista do Hotel Earle, um dos poucos que acompanham Barton em sua estadia em Los Angeles.[6]
- David Warrilow como Garland Stanford[6]
- Richard Portnow como Detetive Mastrionotti[6]
- Christopher Murney como Detetive Deutsch[6]
- I.M. Hobson como Derek[6]
- Meagen Fay como Poppy Carnahan[6]
- Lance Davis como Richard St. Claire[6]
- Harry Bugin como Pete[6]
- Max Grodénchik como Garoto com o sino[6]
- Jana Marie Hupp como Garota da United Service Organizations[6]
- Frances McDormand (sem créditos) como a voz de uma atriz de teatro[8]
- Barry Sonnenfeld (sem créditos) com um recado para Barton Fink no restaurante[9]

## Produção

### Antecedentes e escrita
Em 1989, os cineastas Joel e Ethan Coen começaram a escrever o roteiro de um filme, eventualmente lançado como Miller's Crossing. Os muitos fios da história tornaram-se complicadas, e depois de quatro meses se encontravam perdidos no processo. Embora os biógrafos e críticos mais tarde se referiram a ele como bloqueio de escritor, os irmãos Coen rejeitaram esta descrição. "Não é realmente o caso de que estávamos sofrendo de bloqueio de escritor", disse Joel em uma entrevista de 1991, "mas a nossa velocidade de trabalho tinha abrandado, e estávamos ansiosos para obter uma certa distância de Miller's Crossing." Passaram de Los Angeles para Nova York e começaram a trabalhar em um projeto diferente.

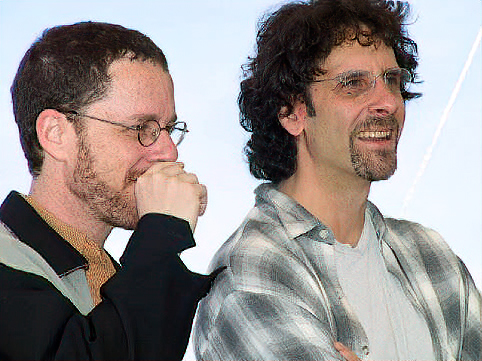
Os irmãos Coen disseram sobre escrever Barton Fink: "Não fizemos nenhuma pesquisa, na verdade, em tudo."

Em três semanas, os irmãos Coen escreveram um roteiro com um papel-título escrito especificamente para o ator John Turturro, com quem eles estavam trabalhando em cruzamento com Miller's Crossing. O novo filme, Barton Fink, foi criado em um grande hotel, aparentemente abandonado. Esta definição, que deram o nome de Hotel Earle, foi a força de condução por trás da história e clima do novo projeto. Enquanto filmava seu filme Blood Simple de 1984 em Austin, Texas, os irmãos Coen tinham visto um hotel que causou uma impressão significativa: "Nós pensamos, 'Wow, Motel Hell'. Você sabe, ser condenado a viver no hotel mais estranho do mundo".
O processo de escrita para Barton Fink era suave, segundo eles, o que sugere que o alívio de estar longe de Miller's Crossing pode ter sido um catalisador. Eles também se sentiram satisfeitos com a forma geral da história, que os ajudou a mover-se rapidamente através da composição. "Alguns filmes vêm inteiramente na cabeça de alguém, nós apenas uma espécie de arrotar fora Barton Fink." Enquanto escrevia, os irmãos Coen criaram um segundo papel de liderança com outro ator em mente: John Goodman, que havia aparecido em sua comédia de 1987 Raising Arizona. Seu novo personagem, Charlie, era vizinho de Barton no hotel cavernoso. Mesmo antes de escrever, os irmãos Coen sabiam como a história iria acabar, e escrevevam o discurso final de Charlie no início do processo de escrita.
O roteiro serviu o seu propósito de diversão, e os irmãos Coen colocá-lo de lado: "Barton Fink separar de lavada nosso cérebro e nós fomos capazes de voltar e terminar Miller's Crossing." Uma vez que a produção do primeiro filme terminou, os irmãos Coen começaram a recrutar pessoal para filmar Barton Fink. Turturro olhou para a frente para interpretar o papel principal, e passou um mês com os irmãos Coen em Los Angeles para coordenar pontos de vista sobre o projeto: "Eu senti que eu poderia trazer algo mais humano para Barton. Joel e Ethan me permitiram uma certa contribuição. Tentei ir um pouco mais longe do que eles esperavam".
Como eles projetaram detalhadamente storyboards para Barton Fink, os irmãos Coen começaram a procurar um novo diretor de fotografia, já que seu associado Barry Sonnenfeld - que havia filmado seus três primeiros filmes - estava ocupado com a sua própria estreia como diretor, A Família Addams. Os irmãos Coen tinham ficado impressionados com o trabalho do diretor de fotografia inglês Roger Deakins, em particular as cenas interiores do filme Stormy Monday de 1988. Após uma triagem em outros filmes que ele tinha trabalhado (incluindo Sid e Nancy e Pascali's Island), enviaram um script para Deakins e convidaram-o para participar do projeto. Seu agente desaconselhou a trabalhar com os irmãos Coen, mas Deakins encontrou com eles em um café em Notting Hill e eles logo começaram a trabalhar juntos em Barton Fink.

### Filmagem

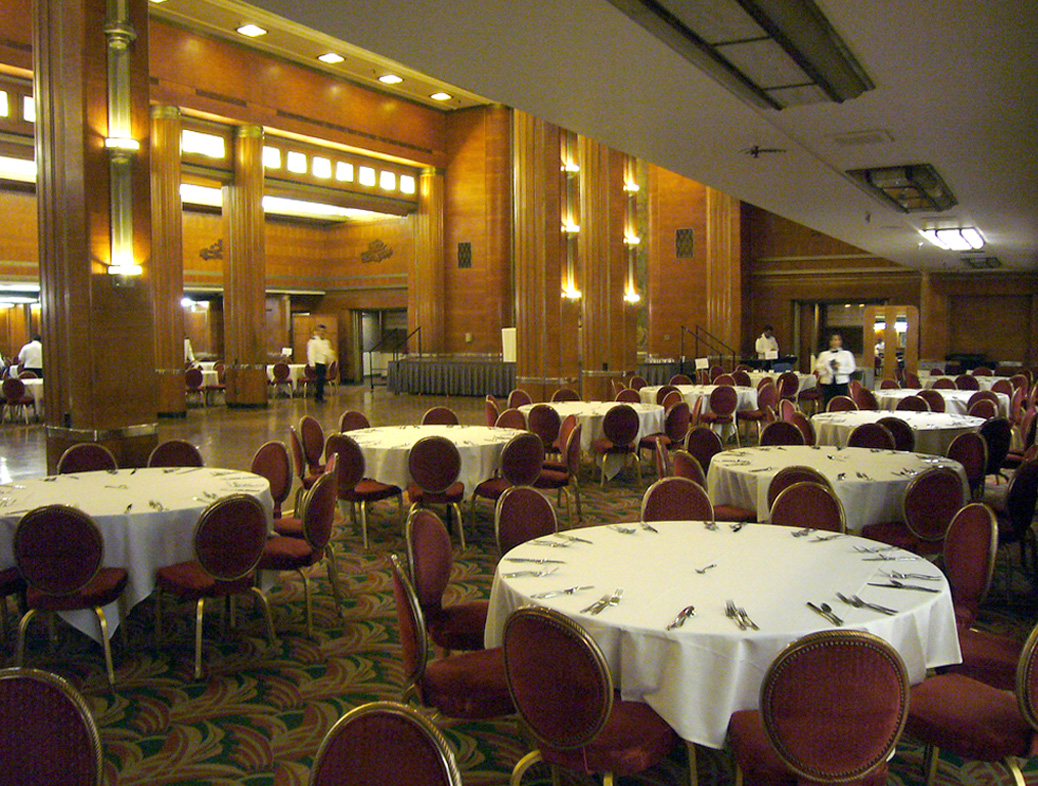
Cenas do restaurante situado em Nova York, no início de Barton Fink foram filmados dentro do transatlântico RMS Queen Mary.

Filmagem começou em junho de 1990 e levou oito semanas (um terço a menos tempo do que o exigido por Miller's Crossing), e o orçamento final estimado para o filme foi US$9 milhões. Os irmãos Coen funcionaram bem com Deakins, e eles facilmente traduziram as suas ideias para cada cena no filme. "Houve apenas um momento em que o surpreendeu", Joel Coen recordou mais tarde. Uma cena estendida chamado para uma Travelling para fora do quarto e em uma pia ralo "tapa buraco" no banheiro adjacente como um símbolo da relação sexual. "A gravação foi muito divertida e tivemos um grande momento trabalhando como fazê-lo", disse Joel. "Depois disso, cada vez que pedimos para Roger fazer algo difícil, ele iria levantar uma sobrancelha e dizer: 'Não ter me rastrear qualquer tapa buracos agora'".
Três semanas de filmagens foram passadas no Hotel Earle, um conjunto criado pelo diretor de arte Dennis Gassner. O clímax do filme exigiu um fogo enorme se espalhando no corredor do hotel, que os irmãos Coen originalmente planejado para adicionar digitalmente em pós-produção. Quando eles decidiram usar chamas reais, no entanto, a equipe construiu um grande conjunto alternativo em uma aeronave abandonada hangar em Long Beach. Uma série de jatos de gás foram instalados atrás do corredor, e o papel foi perfurado para facilitar a penetração. Como Goodman correu pelo corredor, um homem em uma passarela suspensa abriu cada jato, dando a impressão de uma corrida de fogo à frente de Charlie. Cada tomada necessitava uma reconstrução do aparelho, e um segundo corredor (sem fogo) estava pronto para filmar perto das gravações de pick-up entre as tomadas. A cena final foi gravada perto de Zuma Beach, como era a imagem de uma onda bater contra uma rocha.
Os irmãos Coen editaram eles mesmos, como é seu costume. "Nós preferimos uma abordagem em mãos", explicou Joel em 1996, "ao invés de sentar ao lado de alguém e dizer-lhes o que cortar". Por causa de regras para a adesão na produção de filmes em corporações de ofício, eles são obrigados a usar um pseudônimo, "Roderick Jaynes" é creditado com a edição de Barton Fink. Apenas algumas cenas filmadas foram retirados da versão final, incluindo uma cena de transição para mostrar o movimento de Barton de Nova York para Hollywood. (No filme, isso é mostrado enigmaticamente com uma onda bater contra uma rocha). Várias cenas que representam o trabalho em estúdios de Hollywood também foram filmados, mas editado porque eram "muito convencionais".

### Cenário

O papel de parede descascando no quarto de Barton foi projetado para imitar o gotejamento de pus do ouvido infectado de Charlie.

A sensação assustadora, inexplicavelmente vazia do Hotel Earle foi fundamental para a concepção do filme dos irmãos Coen. "Queríamos uma estilização art deco", Joel explicou em uma entrevista de 1991, "e um lugar que estava caindo em ruínas depois de ter visto dias melhores." Quarto de Barton é pouco mobiliado com duas grandes janelas viradas para outro prédio. Os irmãos Coen descreveram mais tarde o hotel como um "navio fantasma flutuando à deriva, onde você notar sinais da presença de outros passageiros, sem nunca pôr os olhos em um qualquer". No filme, os sapatos dos moradores são uma indicação de que essa presença invisível, mais um sinal raro de outros habitantes é o som do quarto do lado. Joel disse: "Você pode imaginar que ela seja povoada por viajantes comerciais falidos, com vida sexual patéticas, que choram sozinhos em seus quartos." Calor e umidade são outros elementos importantes do cenário. O papel de parede descascando na sala de Barton e seu abatimento; Charlie sofre com o mesmo problema, e adivinha o calor é a causa. Os irmãos Coen usaram cores verde e amarela liberalmente na concepção do hotel "para sugerir uma aura de putrefação".
A atmosfera do hotel foi concebido para se conectar com o personagem de Charlie. Como Joel explicou: "Nossa intenção, além disso, foi a de que a função de hotel como uma exteriorização do personagem interpretado por John Goodman. O suor escorre da testa, como os papéis descascando fora das paredes. No final, quando Goodman diz que ele é um prisioneiro de seu próprio estado mental, que isso é como uma espécie de inferno, era necessário que o hotel já ter sugerido algo infernal"; O papel de parede descascando e a pasta que escoa através dele também espelhar infecção de ouvido crônica de Charlie e o pus resultante.
Quando Barton chega pela primeira vez no Hotel Earle, ele é convidado pelo carregador amigável Chet (Steve Buscemi) se ele é "uma trans ou uma res" - transitórios ou residentes. Barton explica que ele não tem certeza, mas vai ficar "indefinidamente". A dicotomia entre habitantes permanentes e convidados reaparece várias vezes, nomeadamente no lema do hotel, "Um dia ou uma vida", que Barton nota em papel timbrado da sala. Esta ideia retorna no final do filme, quando Charlie descreve Barton como "um turista com uma máquina de escrever". Sua capacidade de deixar o Earle (enquanto Charlie continua) é apresentado pela crítica Erica Rowell como prova de que a história de Barton representa o processo de escrita em si. Barton, diz ela, representa um autor que é capaz de deixar uma história, enquanto personagens como Charlie não podem.

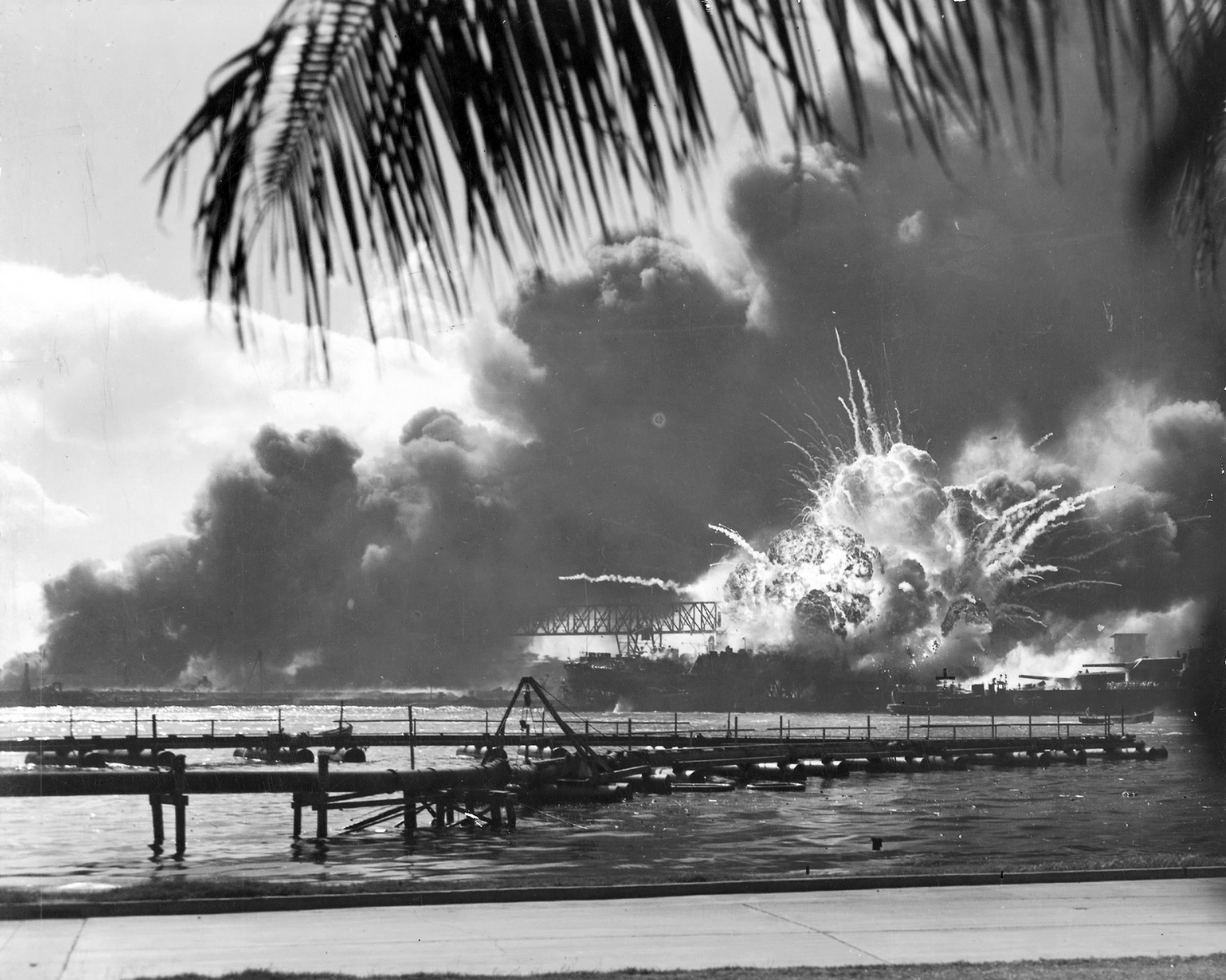
Os irmãos Coen escolheram para ambientar Barton Fink no momento do ataque a Pearl Harbor para indicar que "o mundo do lado de fora do hotel se encontrava na véspera do apocalipse".

Em contraste, os escritórios da Capitol Pictures e a casa de Lipnick são imaculadas, ricamente decoradas, e extremamente confortáveis. Quartos da empresa são banhados em luz solar, e escritório de Ben Geisler está de frente a uma variedade exuberante da flora. Barton conhece Lipnick em uma cena ao lado de uma enorme, impecável piscina. Isto ecoa a sua posição como chefe do estúdio, como ele explica: "...você não pode sempre ser honesto, não com os tubarões nadando ao redor desta cidade... se eu tivesse sido totalmente honesto, eu não estaria dentro de uma milha desta piscina - a menos que eu estava limpando-a". em seu escritório, Lipnick mostra mais um troféu de seu poder: estátuas de Atlas, o Titã da mitologia grega que declarou guerra aos deuses do Monte Olimpo e foi severamente punido.
Barton observa jornais a partir de um outro filme de luta livre que está sendo feito pela Capitol Pictures, a data no claquete é 9 de dezembro, dois dias após o ataque a Pearl Harbor. Mais tarde, quando Barton comemora o roteiro completo em que dança em uma festa militar, ele está cercado por soldados. Na próxima aparição de Lipnick, ele usa um uniforme de coronel, que é realmente uma fantasia de sua empresa. Lipnick realmente não entrou entrou para o exército, mas declara-se pronto para lutar contra os "pequenos bastardos amarelos". Originalmente, este momento histórico, logo após os Estados Unidos entrarem na Segunda Guerra Mundial era para ter um impacto significativo sobre o Hotel Earle. Como os irmãos Coen explicaram: "Estavamos pensando em um hotel onde os inquilinos eram velhos, loucos e deficientes físicos, porque todos os outros saíram para a guerra. Quanto mais o roteiro foi desenvolvido, mais este tema ficou para trás, porém nos permitiu, no princípio, estabelecermos em neste periodo".

#### A foto

Ethan Coen disse em uma entrevista em 1991 que a mulher na praia no quarto de Barton (acima) foi feito para dar "o sentimento de consolação". Um crítico chama a sua presença na cena final (abaixo)", uma forma de paródia".

O retrato no quarto de Barton de uma mulher na praia é um foco central, tanto para o personagem quanto para a câmera. Ele examina-lo com freqüência, enquanto em sua mesa, e depois de encontrar o corpo de Audrey em sua cama, que fica perto dele. A imagem é repetida no final do filme, quando ele conhece uma mulher de aparência idêntica a uma praia de aparência idêntica, que atinge uma pose idêntica. Depois de elogiar a sua beleza, ele pergunta a ela: "Você está nas fotos?" Ela cora e responde: "Não seja bobo".
Os irmãos Coen decidiu no início do processo de escrita para incluir a imagem como um elemento chave na sala. "A nossa intenção", explicou Joel depois, "foi que o quarto tivesse muito pouca decoração, que as paredes estivessem descobertas e que as janelas não oferecessem vista nenhuma de qualquer vista interessante. Na verdade, queríamos a única abertura para o mundo exterior fosse esta foto. Nos parecia importante criar um sentimento de isolamento. "
Mais tarde no filme, Barton coloca na moldura uma pequena imagem de Charlie, vestido com um belo terno e segurando uma maleta. A justaposição de seu vizinho com o uniforme de um vendedor de seguros e a imagem escapista da mulher na praia leva a uma confusão de realidade e fantasia para Barton. Crítico Michael Dunne observa: "O público só pode se perguntar o quanto 'real' é Charlie. No último plano do filme... o público deve se perguntar quanto 'real' é a mulher. A pegunta conduz a outras: Quanto real é Fink? Lipnick? Audrey? Mayhew? Bueno, Quanto real são filmes de qualquer maneira?"[
A importância da imagem tem sido objeto de ampla especulação. Revisor Desson Howe do Washington Post, disse que, apesar de seu impacto emocional, a cena final "parece mais uma piada por causa da piada, uma coda inventada". Em sua análise do livro-comprimento dos filmes dos irmãos Coen, Rowell sugere que a fixação de Barton na imagem é irônico, considerando o seu status de baixa cultura e suas próprias pretensões em relação a alta cultura (apesar de dizer o contrário). Ele observa ainda que a câmera focaliza o próprio Barton, tanto quanto a imagem, enquanto ele olha para ela. Em determinado momento, a câmera se move passando por Barton para preencher o quadro com a mulher na praia. Esta tensão entre os pontos objetivos e subjetivos de vista aparece novamente no final do filme, quando Barton se encontra - em certo sentido - no interior da imagem.
Crítico M. Keith Booker chama a cena final de um "enigmático comentário em representação e relação entre arte e realidade". Ele sugere que as imagens idênticas apontam ao absurdo da arte que reflete a vida diretamente. O filme transpõe a mulher diretamente da arte para a realidade, causando confusão no espectador; Booker diz que tal representação conduz assim à incerteza inevitável.

## Gênero
Os irmãos Coen são conhecidos por fazer filmes que desafiam a classificação simples. Apesar de se referir ao seu primeiro filme, Blood Simple, como um exemplo relativamente simples de ficção policial, os irmãos Coen escreveram seu próximo roteiro, Raising Arizona, sem tentar encaixar um determinado gênero. Eles decidiram escrever uma comédia, mas adicionada intencionalmente elementos escuros para produzir o que Ethan chama de "um filme bastante selvagem". Seu terceiro filme, Miller's Crossing, inverteu essa ordem, misturando pedaços de comédia em um filme policial. No entanto, ele também subverte identidade-gênero único, usando convenções de melodrama, histórias de amor e sátira política.
Esta tendência de misturar gêneros continuou e se intensificou com  Barton Fink; os irmãos Coen insistem que o filme "não pertence a qualquer gênero". Ethan descreveu-o como "um ilme de amigos para os anos 90". Ele contém elementos de comédia, filme noir e terror, mas outras categorias de cinema estão presentes. Ator Turturro refere a ele como uma história de amadurecimento, enquanto professor de literatura e analista de cinema R. Barton Palmer chama de Künstlerroman, destacando a importância da evolução do personagem principal como um escritor. Crítico Donald Lyons descreve o filme como "uma visão retro surrealista".
Porque ele cruza gêneros, fragmenta experiências dos personagens, e resiste a resolução narrativa simples, Barton Fink é muitas vezes considerado um exemplo de filme pós-moderno. Em seu livro Postmodern Hollywood, Booker diz que o filme torna o passado com uma ténica impressionista, e não uma grande precisão. Esta técnica, segundo ele, é "típico do cinema pós-moderno, que vê o passado não como a pré-história do presente, mas como um armazém de imagens a ser invadida por material". Em sua análise dos filmes dos irmãos Coen, Palmer chama Barton Fink de um "pastiche pós-moderno", que de perto examina como eras passadas fazer-se representar. Ele compara a As Horas, um filme de 2002 sobre Virginia Woolf e duas mulheres que lêem seu trabalho. Ele afirma que ambos os filmes, longe de rejeitar a importância do passado, acrescentar à nossa compreensão dele. Ele cita teórico literário Linda Hutcheon: O tipo de pós-modernismo exibido nesses filmes "não nega a existência do passado; ele faz questão de saber se nós já podemos saber desse passado que não seja por meio de seus restos textualizados".
Certos elementos em Barton Fink destacacam o verniz do pós-modernismo: o escritor é incapaz de resolver o seu modernista foco na alta cultura com o desejo do estúdio para criar filmes de fórmulas de alta rentabilidade, a colisão resultante produz uma arco da história fraturado emblemático do pós-modernismo. O estilo cinematográfico dos irmãos Coen é outro exemplo; quando Barton e Audrey começam a fazer amor, a câmera se move de distância para o banheiro, em seguida, se move em direção a pia e para baixo sua fuga. Rowell chama isso de uma "atualização pós-moderna" da imagem sexualmente sugestiva notório de um trem entrando em um túnel, usado pelo diretor Alfred Hitchcock em seu filme de 1959 North by Northwest.

## Estilo

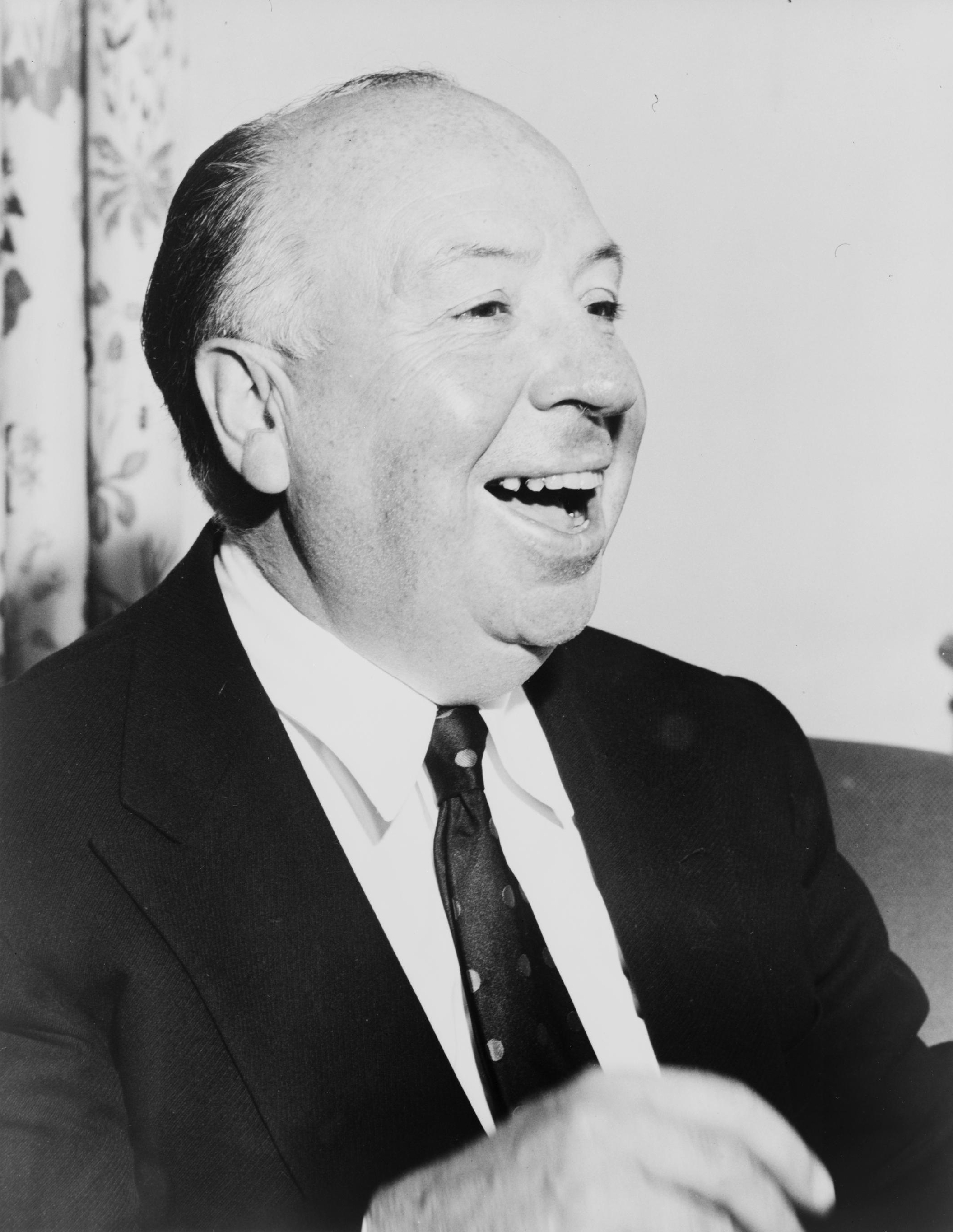
A influência do cineasta Alfred Hitchcock aparece várias vezes no filme. Em uma cena, óculos de Barton refletir uma cena de luta, o que ecoa uma imagem do filme de 1946 de Hitchcock Notorious.

Barton Fink utiliza diversas convenções estilísticas para acentuar o humor da história e dar ênfase visual a determinados temas. Por exemplo, os créditos de abertura rolar um papel de parede do Hotel Earle, como a câmera se move para baixo. Este movimento é repetido muitas vezes no filme, especialmente em conformidade com a alegação de Barton que seu trabalho é "sondar as profundezas" ao escrever. Suas primeiras experiências no Hotel Earle continuar esta imagem, o carregador Chet emerge de baixo do chão, o que sugere que a atividade real é subterrânea. Apesar do andar de Barton ser presumivelmente seis pisos acima do lobby, o interior do elevador só é mostrado enquanto é descendente. Esses elementos - combinados com muitas pausas dramáticas, diálogo surreal e ameaças implícitas de violência - criam uma atmosfera de extrema tensão. Os irmãos Coen, explicaram que "todo o filme era para sentir como desgraça iminente ou catástrofe. E nós definitivamente queriamos que acabasse com um sentimento apocalíptico".
O estilo de Barton Fink também é evocativo - e representante - de filmes dos anos 1930 e 40. Como o crítico Michael Dunne aponta: "O casaco pesado de Fink, o chapéu, seus escuros e monótonos ternos provém realisticamente dos anos trinta, mas eles vêm ainda mais dos filmes da década de trinta." O estilo do Hotel Earle e atmosfera de várias cenas também refletem a influência do cinema pré-Segunda Guerra Mundial. Mesmo cueca de Charlie corresponde usado por seu herói de cinema Jack Oakie. Ao mesmo tempo, as técnicas da câmara utilizados pelos Coen em Barton Fink representam uma combinação do clássico com o original. Cuidadosos rastreamentos e close-ups extremos distinguir o filme como um produto do final do século XX.
Desde o início, o filme se move continuamente entre ponto de vista subjetivo do mundo e um que é objetivo. Após os créditos de abertura, a câmera se move enfocando Barton, observando o final de sua obra. Em breve vamos ver o público a partir de seu ponto de vista, aplaudindo loucamente por ele. Enquanto caminha para a frente, ele entra no cenário e o espectador é devolvido a um ponto de vista objetivo. Este embaçamento entre retorno subjetivo e objetivo na cena final.
O ponto de mudança de vista coincide com o assunto do filme: realização cinematográfica. O filme começa com o final de uma peça, e a história explora o processo de criação. Esta abordagem metanarrativa é enfatizada pelo foco da câmera na primeira cena em Barton (que está balbuciando as palavras ditas pelos atores fora da tela), e não na peça, que ele está assistindo. Como Rowell diz: "Apesar de ouvirmos uma cena, estamos vendo outra. A separação do som e da imagem mostra uma dicotomia fundamental entre duas "visões" de artifício: o mundo criado pelo protagonista (sua peça) e o mundo fora dele".
O filme também emprega numerosas técnicas foreshadowing. Significando os prováveis conteúdos do pacote que Charlie deixa com Barton, a palavra "cabeça" aparece sessenta vezes no roteiro original. Em um aceno triste para eventos posteriores, Charlie descreve sua atitude positiva para com o seu "trabalho" de venda de seguro: "O fogo, roubo e acidentes não são coisas que só acontecem com outras pessoas".

### Simbolismo
Muito tem sido escrito sobre os significados simbólicos de Barton Fink. Rowell propõe que "é uma cabeça figurativa inchando-se de idéias que voltam para o artista". A proximidade da cena de sexo para o assassinato de Audrey provoca que Lyons insista: "Sexo em Barton Fink é a morte." Outros sugeriram que a segunda metade do filme é uma seqüência de sonho estendida.

Os irmãos Coen, no entanto, negaram qualquer intenção de criar uma unidade sistemática de símbolos no filme. "Nós nunca, nunca entramos em nossos filmes com nada parecido com isso em mente", disse Joel em uma entrevista de 1998. "Nunca há nada que se aproxime desse tipo de colapso intelectual específico. É sempre um monte de coisas instintivas que se sentem bem, por qualquer motivo." Os irmãos Coen têm notado o seu conforto com a ambiguidade por resolver. Ethan disse em 1991: "Barton Fink não acaba dizendo o que está acontecendo na medida em que é importante saber... O que não é claro como cristal não se destina a tornar-se claro como cristal, e está tudo bem deixar por isso mesmo. " Quanto fantasias e sequências de sonho, ele disse:

É correto dizer que nós queríamos o espectador a participar na vida interior de Barton Fink, bem como o seu ponto de vista. Mas não havia necessidade de ir longe demais. Por exemplo, ele teria sido inapropriado para Barton Fink acordar no final do filme e para que possamos sugerir, assim, que ele realmente habitado uma realidade maior do que o que é retratado no filme. Em qualquer caso, é sempre artificial para falar sobre a "realidade" em relação a um personagem fictício.

Os toques de homoerotismo da relação de Barton com Charlie não são intencionais. Embora um detetive exige saber se eles tinham "alguma coisa doente do sexo", sua intimidade é apresentado como nada, mas desviante, e envolta em convenções de sexualidade mainstream. Primeira abertura amigável de Charlie para com o próximo, por exemplo, vem na forma de uma simples frase: "Eu me sentiria melhor sobre a maldita inconveniência se você me deixasse pagar uma bebida." A cena de luta entre Barton e Charlie também é citado como um exemplo de afeto homoerótico. "Nós consideramos isso uma cena de sexo", disse Joel Coen em 2001.

### Som e música
Muitos dos efeitos sonoros em Barton Fink estão carregadas de significado. Por exemplo, Barton é convocado por um sino ao jantar em Nova York; seu som é leve e agradável. Por outro lado, o misterioso sustentado sino dos anéis do Hotel Earle infinitamente através do lobby, até Chet silencia-lo. Os quartos nas proximidades do hotel emitem um refrão constante de gritos guturais, gemidos e barulhos variados não identificáveis. Estes sons coincidir com o estado mental confuso de Barton, e pontuam a alegação de Charlie "Eu ouço tudo o que acontece neste lugar". Os aplausos na primeira cena antecipa a tensão do movimento de Barton para o oeste, misturado com o som de uma onda batendo no oceano - uma imagem que é mostrada na tela logo depois.

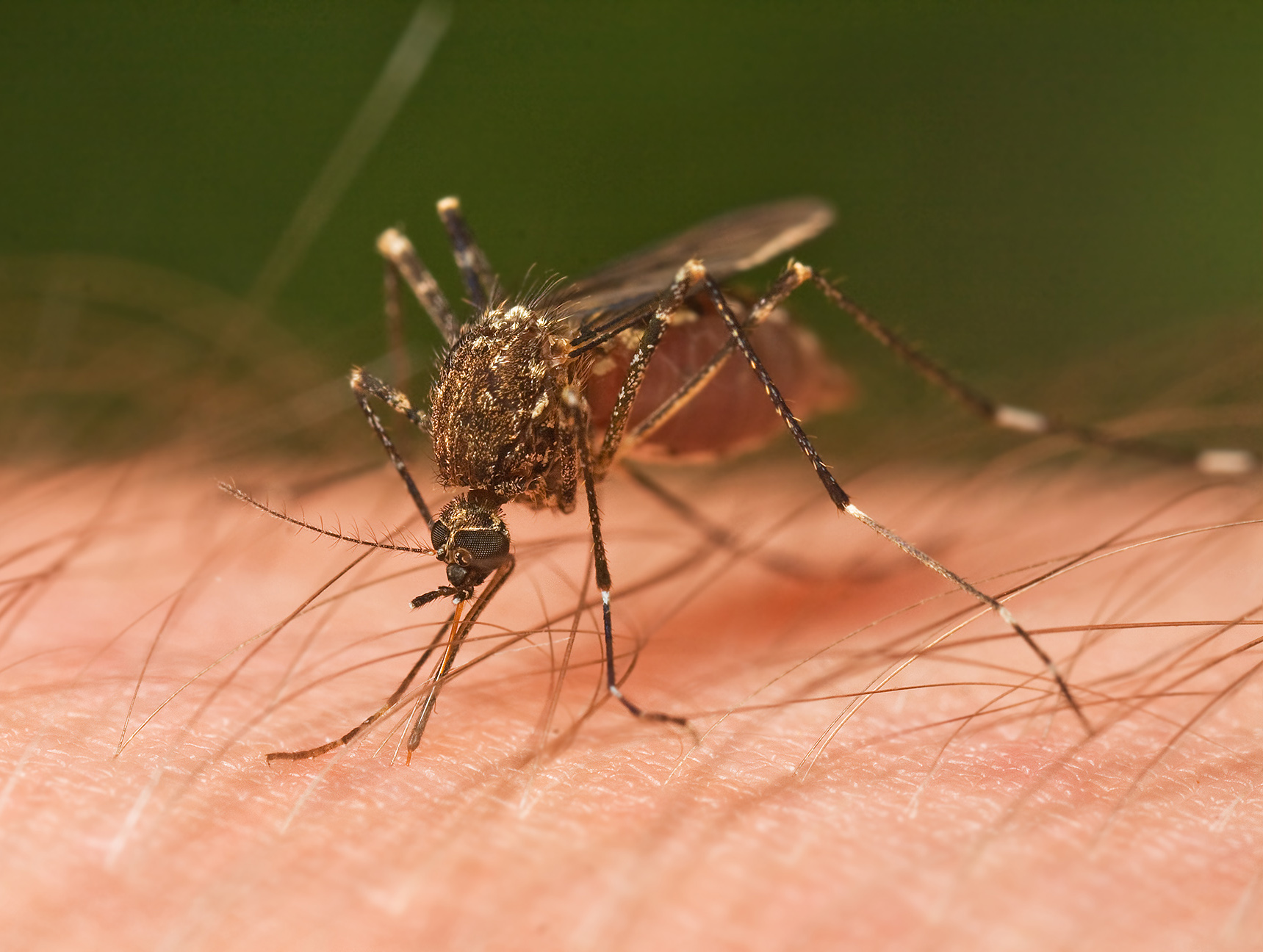
Os irmãos Coen foram contatados pelo "ASPCA ou algo sobre os animais" antes do início das filmagens. "Eles tinham uma cópia do roteiro e queriam saber como nós vamos tratar os mosquitos. Eu não estou brincando."

Outro som simbólico é o zumbido de um mosquito. Apesar de seu produtor insiste em que estes parasitas não vivem em Los Angeles (uma vez que "os mosquitos se reproduzem em pântanos, este é um deserto"), seu som característico é ouvido claramente como Barton assiste a um círculo de insetos em seu quarto de hotel. Mais tarde, chega a reunião com picadas de mosquito no rosto. O inseto também é uma figura proeminente na revelação da morte de Audrey, Barton bate num mosquito que estava se alimentando em seu cadáver, e de repente percebe que ela foi assassinada. A alta frequência de zumbido do mosquito é ecoado nas altas cordas utilizadas para a trilha sonora do filme. Durante as filmagens, os irmãos Coen foram contactados por um grupo de direitos dos animais, que expressou preocupação sobre como os mosquitos seriam tratados.
A trilha sonora foi composta por Carter Burwell, que havia trabalhado com os Coens desde seu primeiro filme. Ao contrário de seus primeiros projetos (folk irlandês usado para Miller's Crossing  e folk estadunidense em Raising Arizona), Burwell compôs a música para Barton Fink sem inspiração especifica. A música foi lançada em CD em 1996, combinado com a trilha sonora de outro filme posterior dos Coen, Fargo.
Várias canções usadas no filme são carregadas de significado. Em um ponto que Mayhew tropeça longe de Barton e Audrey, bêbado. Enquanto caminhava, grita a canção folk "Old Joe Black". Composta por Stephen Foster, ele narra o conto de um escravo idoso preparando para se juntar a seus amigos em "uma terra melhor". A interpretação de Mayhew da cannção coincide com sua condição de empregado oprimido da Capitol Pictures; que dá importância à situação do próprio Barton no final do filme.
Quando termina de escrever o roteiro, Barton celebra dançando em um show da USO. A canção utilizada nesta cena é uma interpretação de "Down South Camp Meeting", uma melodía swing (jazz)swing. A letra (que não se escuta no filme) diz: "Preparado imbecil (canta) / Aí vêm eles! O coro está no palco". Essas linhas se referem ao título do trabalho de Barton, "Bare Ruined Choirs" (coros de nus arruinados). Quando a festa se irrompe em se tornar um tumulto, a intensidade da música aumenta, ea câmera se afasta para o fundo oco de um trombone. Esta seqüência reflete a abordagem da câmera em um profundo desagüe justo antes de Audrey ser morta no início do filme.